# Little Robbers
Little Robbers è un album del gruppo musicale statunitense The Motels, pubblicato dall'etichetta discografica Capitol il 16 settembre 1983.
L'album, disponibile su long playing, musicassetta e compact disc, è prodotto da Val Garay.
Il disco è anticipato dal singolo Suddenly Last Summer, a cui fanno seguito Remember the Nights, Little Robbers e, solo nei Paesi Bassi, Footsteps.

## Tracce

### Lato A
1. Where Do We Go from Here (Nothing Sacred)
2. Suddenly Last Summer
3. Isle of You
4. Trust Me
5. Monday Shut Down

### Lato B
1. Remember the Nights
2. Little Robbers
3. Into the Heartland
4. Tables Turned
5. Footsteps